# 파주중학교 축구부
파주중학교 축구부는 경기도 파주시에 위치한 파주중학교의 축구부이다. 

## 같이 보기
- 파주중학교